# Viviana González
Viviana González (Rosarina, 22 aprile 1958) è un'ex tennista argentina.
È conosciuta anche con i cognomi Segal e Lociccero.

## Carriera
In carriera ha raggiunto una finale nel singolare agli US Clay Court Championships nel 1978. Nei tornei del Grande Slam ha ottenuto il suo miglior risultato all'Open di Francia raggiungendo i quarti di finale di doppio nel 1978, in coppia con la connazionale Ivanna Madruga.
In Fed Cup ha disputato un totale di 8 partite, ottenendo una vittoria e 7 sconfitte.

## Statistiche

### Singolare

#### Finali perse (1)
| Numero | Anno           | Torneo                                    | Superficie  | Avversaria in finale | Punteggio |
| 1.     | 13 agosto 1978 | US Clay Court Championships, Indianapolis | Terra rossa | Dana Gilbert         | 2-6, 3-6  |